# エドワード・プランケット・テイラー
エドワード・プランケット・テイラー（Edward Plunket Taylor、1901年1月29日 - 1989年5月14日）は、カナダの実業家、競走馬のオーナーブリーダー。「E.P.テイラー」や「エドワード.P.テイラー」とも。カナダのオンタリオ州オタワ生まれ。アーガス・コーポレーションを所有した。イタリアのフェデリコ・テシオと同様に名馬産家と称される人物でもある。1989年、バハマのニュープロビデンス島で死去。享年88。

## 若年期
テイラーは父プランケット・ブルシエ・テイラー（Plunket Bourchier Taylor）と母フローレンス・マギー・テイラー（Florence Magee Taylor）の長男として、カナダの首都オタワの裕福な家庭に生まれた。テイラーはアッシュベリー大学およびオタワの学寮に在学していたが、第一次世界大戦の勃発に際して父が軍役に就くと、一家でイギリスのロンドンに移り住んでいる。ロンドンでテイラーはイギリス陸軍に志願しようとしていたが、父はテイラーをオタワに送り返し、祖父チャールズ・マギーのもとに行かせた。実業家として成功を収めていた祖父と過ごした時間はテイラーに強く影響を与え、祖父同様のビジネスでの成功を決心した。
1918年、テイラーはモントリオールに移り、パートタイマーとして学費を稼ぎながらマッギル大学に通学した。この年流行したスペイン風邪のためにマッギル大学も翌冬まで閉鎖されていたが、再開されるとテイラーも復学し、1922年に機械工学の理学士号を取得して卒業した。テイラーはこのマッギル大学在学中に両面に焼き目をつけるトースターを発明し、その特許をトーマス・デイビッドソン・マニュファクチュアリング社に製品ひとつにつき40セントのロイヤリティをつけて売却した。また、在学中から工学の追及はしたくないと考え、それよりもビジネスや経済により興味を抱いていった。
大学卒業後、テイラーはオタワに帰り、そこでローリー・ハートという人物とともにオタワ-ウェストボロ間を走る2両編成のバスを運営した。創業から1年後にテイラーとハートはこの路線を売却し、その後テイラーは父も務めていた投資証券会社マクラウド・ヤング・アンド・ワイラー社（現スコシアマクラウド）に入社した。

## 実業家として
テイラーの祖父チャールズ・マギーはオタワで成功した実業家であり、醸造や乾物、運輸に興味を抱いていたという。そのマギーが1918年に没すると、その家業は彼の兄弟、娘のキャリーとフローレンス（テイラーの母）に引き継がれた。1923年、テイラーはその家業のひとつで、父が社長を務めるブレイディング醸造所の取締役に就任した。
1920年代、テイラーのブレイディング醸造所はオンタリオ州にあったが、同州で発令されていた禁酒法のために製品を州内で販売できず、ケベック州で売るしかなかった。転機となったのは1927年のことで、同州の政権を握った保守派により禁酒法が撤廃されると、テイラーの提案により醸造所は株式取引で工場の再建と近代化を図り、その生産性を50%向上させた。
1928年当時、オンタリオ州には37の醸造所が存在していたが、いずれも本来の生産量以下で稼働しており、また近代化もされていなかった。それらの収益性は低く、総合で2400万ドルの資産ながら、1200万ドルの収益しか挙げられていなかった。この頃ケベック州では3つの醸造所が州内を独占しており、そのうちのひとつナショナル・ブリュワリーズ社は14か所の醸造所を統合して設立されたものであった。テイラーはこの手法を取締役会で提案し、州内の成功している醸造所を買収して合併、また他の醸造所も買収して閉鎖させ、こうして州内におけるビールの流通量の70%を傘下に収めた。
1929年に起きた株式市場の暴落により、テイラーの証券引受の仕事は全面的に停止した。一方で時間ができたため、醸造所の買収は自由に進めることができるようになった。しかし、テイラーが提供できる買収の道具はブレイディング醸造所の株式しか持ち合わせていなかった。テイラーはこの頃、クラーク・ジェニソンという人物と出会っている。ジェニソンはイギリス人投資家のために活動していた代理人で、カナダにおける醸造業へ50万ドルの投資を行っている人物でもあった。ふたりはブレイディング醸造所とクンツ醸造所、イギリスの普通株と優先株とを統合し、オンタリオ州に新たにブリューイング・コーポレーション社を設立した。
またこの頃、テイラーとは別の会社であるカナディアン・ブリュワリーズ・コーポレーション社も州内の醸造所の吸収合併を進めていた。テイラーは同社に接近し、1930年に合併交渉に成功した。さらに1930年の後半、テイラーはカーリング醸造所という、ドミニオン銀行が株式の過半数を持っていた醸造所を60万ドル（年ごとに10万ドルの支払い）で買収した。テイラーは20か所の小規模の醸造所をカナディアン・ブリュワリーズ社に統合し、同社を世界最大の醸造業者に成長させた。最終的に、テイラーはそれらの持ち株会社の経営権を得た。
テイラーは証券販売と醸造所運営という事業のかたわら、1923年にレッドラインタクシー社を創業、その1年後に同社を売却した。こうして、テイラーはビジネスを考案して、それを他者に売るという自身のビジネスモデルを確立させていった。テイラーはマクラウド・ヤング・アンド・ワイラー社に依然属していたが、1928年にそのパートナーとなっている。
テイラーは自身の統合手法を「紙切れと紙切れのトレード」と表現した。現金に困っていた時、テイラーはトロントとモントリオールの銀行間で小切手を行ったり来たりさせて金を作り、給料の支払いに充てていたという。のちにテイラーは当時を「財政的に多忙な時期だった」と回顧している。多忙な時期は、禁酒法の終わりとともに緩和されていった。
1934年以降、テイラーは醸造と販売の事業を後ろめたいものでなくすために改革を行い、密輸業者に流していた昔ながらの「ランナー」を解雇、地域の代表者となるに足る販売員を新たに採用した。また、当時100以上存在した酒の銘柄も6種に統合した。
第二次世界大戦中には軍事物資供給でも成功した。テイラーはボランティアとしてカナダ政府に協力、C・D・ハウ軍需大臣により軍需供給局の執行委員に、またウィンストン・チャーチルより北アメリカにおけるイギリス供給評議会の運営を任された。1940年12月、テイラーは大西洋横断中に乗っていた船に魚雷が命中し、同乗していたハウ大臣やウィリアム・ウッドワードらとともに命の危機に晒された。当時の輸送船団は沈没した船の乗組員救助のために停船しないという規定があったため取り残されたが、幸いにも他の商船によって救助された。その後駆逐艦が到着し、救助の許可を出しながら、周囲の潜水艦を追い払っていった。
1941年、テイラーは戦時においてビールの飲酒と広告を抑制を掲げたマッケンジー・キングと対立した。テイラーはオタワ・ジャーナル紙に手紙を送り、キングの方針を「非英国的でそして非民主的」であるとした。
戦時中の活動を通して、テイラーはカナダ国内および世界規模のトップビジネスマンらと関係を築き上げていた。終戦後、テイラーはアーガス・コーポレーションを設立、カナディアン・ブリュワリーズ社の株式を新会社に転嫁し、この投資会社の大株主となった。それから長年にわたり、テイラーはカナディアン・フード・プロダクツ、マッセイ・ハリス、スタンダードケミカル社、ドミニオンストア、ブリティッシュコロンビア・フォレスト・プロダクツ社、ドミニオンタール・アンド・ケミカル社、スタンダードブロードキャスティング、ホリンガー鉱業などの大手企業で経営権を獲得、または重要な地位に就いた。最盛期のテイラーはカナダでも指折りの富裕層であった。1950年当時、テイラーはカナダの産業界における自分の地位について「私は単に最大のものの最大を持ち合わせてるだけだ」と語っている。当時の『Maclean's Magazine』誌によれば、テイラーは当時アーガス・コーポレーションの普通株の5/17を保有しており、会社に強い影響力を持っていた。またアーガス・コーポレーションはスタンダードケミカル社の株の3/10を、ドミニオンタール・アンド・ケミカル社の株を9/20保有していた。これらの所有権を通じてテイラーは影響力を持ち、たとえばドミニオンタール・アンド・ケミカル社の議決権付き株式をテイラーは約4%しか持っていなかったが、それでもなお同社を効率的に支配していた。
テイラーは広範囲にわたるビジネスを管理するために方々に飛び回り、また毎月クリーブランドにあるブリューイング・コーポレーション・オブ・アメリカの本社にも飛んでいった。そこからさらにニューヨークに向かい、テイラーはアーガス・コーポレーションの手本となったアトラス・コーポレーションのフロイド・オドラムと面会して時間を費やした。その後モントリオールに飛び、そしてトロントへと戻っていった。テイラーの経営陣には15分刻みでの会議の予定が組まれており、迅速な報告が求められていた。テイラーは行動力や判断力、人付き合いの良さなどを評価し、一方で天才を「その価値以上にトラブルを生む」と評していた。
また、テイラーは「エキゾチックな環境でのゲーテッドコミュニティ」という概念のパイオニアであった。テイラーは1959年にバハマのニュープロビデンス島に「ライフォードケイクラブ」という非常に排他的なゲーテッドコミュニティを設立している。同地には世界的にも裕福な人々が暮らしている。
1948年、テイラーはマッギル大学の同窓生らとともに「マッギル大学母校基金」を設立、その卒業生に寄付を募り、それをもって「自分たちを生きた基金にする」とした。
1975年、アーガス・コーポレーションはパワー・コーポレーションの買収対象となった。テイラーは議決権のない株式をパワー・コーポレーションに売却し、一方で議決権付きの株式をパートナーに買えるように1年間保有し続けた。しかしパートナーで手を挙げるものはなく、1976年にテイラーはアーガスを退職、議決権付き株式の10%をパワー・コーポレーションに売却した。

## 家族
1926年、テイラーはショーディエール・ゴルフクラブで催された社交会でウィニフレッド・デュグイッド（Winifred Duguid）と出会った。ふたりは1927年6月15日ににオタワのクライストチャーチ大聖堂で結婚式を挙げ、新婚旅行にレークプラシッドへ向かい、オタワのローリエ通りにあるストラスコーナ・アパートメンツを新居とした。
1928年、テイラー夫妻はトロントに移住、マクラウド・ヤング・アンド・ワイラーのオフィスに近いユニバーシティ通りのアパートを新居とした。
息子のチャールズ・P・B・テイラー（Charles P. B. Taylor）は1935年の生まれで、ジャーナリストや作家として活動していた。

## 競馬
テイラーが競馬と出会ったのはマッギル大学在学中の1918年のことで、モントリオールにあったブルーボネット競馬場で初めて競馬を紹介された。その後、1936年に買収したコスグレイブという醸造所の名を売るために「コスグレイブ・ステーブル」を設立して馬主として参入した。コスグレイブ・ステーブル名義での代表的な馬に、1938年のブリーダーズステークスとメイプルリーフステークスに優勝したモナベル（Mona Bell）がいる。
第二次世界大戦の後、テイラーは馬主のみならず生産者、ひいては主催者としてより競馬にのめり込んでいった。テイラーはカナダのダービーに当たるクイーンズプレートの優勝馬を15頭所持しており、またカナダの年度代表馬（ソヴリン賞）選出馬も9頭にのぼった。
1950年代、テイラーは醸造業界と同様にカナダの競馬界にも変革をもたらそうとしていた。テイラーはかつて「我々のスポーツ（競馬）はほかの分野の進歩に追い付いていない」「競馬場が多すぎる。観客は減り、賞金も減り、駄馬ばかりいる。ケベック同様、ここ（オンタリオ州）も競馬が死滅するのではないかと恐れている」と述べていた。テイラーは州内に14か所存在した競馬場を整理し、14日間の開催をトロントとフォートエリーの2か所で行うよう集中させた。当時のトロントにはウッドバイン競馬場が存在したが、1956年にトロント郊外に新ウッドバイン競馬場を開設、旧ウッドバイン競馬場はグリーンウッド競馬場と改めて改修された。新ウッドバイン競馬場で行われた第1回カナディアンインターナショナルステークスには、テイラーがペニー・チェナリーを説き伏せたことによりセクレタリアトの出走が叶い、そのラストランを披露、世界クラスの競馬場としてアピールできた。テイラーはカナダのジョッキークラブも創設、またアメリカ合衆国のサラブレッド競馬協会の会長も務めた。
テイラー夫妻が馬産を始めたのも1950年代で、テイラーはまずトロントでウインドフィールズファームという名前の不動産を購入している。その後オシャワにあったパークウッド牧場を買収し、最初はナショナルスタッドと名付けられ、のちにウインドフィールズファームに改名された。馬産にあたりカナダの繁殖馬の質の向上を目指したテイラーは、アメリカから数頭の種牡馬を導入している。その中でも特筆すべきはチョップチョップ（Chop Chop）で、同馬は種牡馬としてカナディアーナ（Canadiana）やヴィクトリアパーク（Victoria Park）などの父となり、クイーンズプレート勝ち馬を4頭も出して、カナダのリーディングサイアーにも輝いた。
テイラーの生産した馬でもっとも特筆すべきは、カナダ産馬として初めてケンタッキーダービーに優勝したノーザンダンサーである。ノーザンダンサーは種牡馬としても大成功を収めることとなる。1967年にはイギリスクラシック三冠馬で種牡馬としても成功したニジンスキーを生産している。
テイラーは生産馬を積極的に他人に売却し、売れ残った馬を自ら所有する方針をとった。ウインドフィールズファームの名義で走ったノーザンダンサーは売れ残った馬である。また、生産においては能力の高い種牡馬と繁殖牝馬を交配させる方針をとった。ある種牡馬と繁殖牝馬の交配を何年も繰り返し行うことが多く、その生産馬には全兄弟が多いことで知られる。
晩年は目立った活躍馬を生産することは出来なかったが、カナダ経済界、競馬界に対する功績は大きく、1974年にはカナダスポーツ界の殿堂入りを果たしている。テイラーは競走馬の生産・所有だけでなくカナダにおける競馬の運営にも深く関与した。1953年から地元オンタリオのジョッキークラブの会長を務めた。由緒あるE.P.テイラーステークスは、彼を記念して現在のように改名した。

## 邸宅

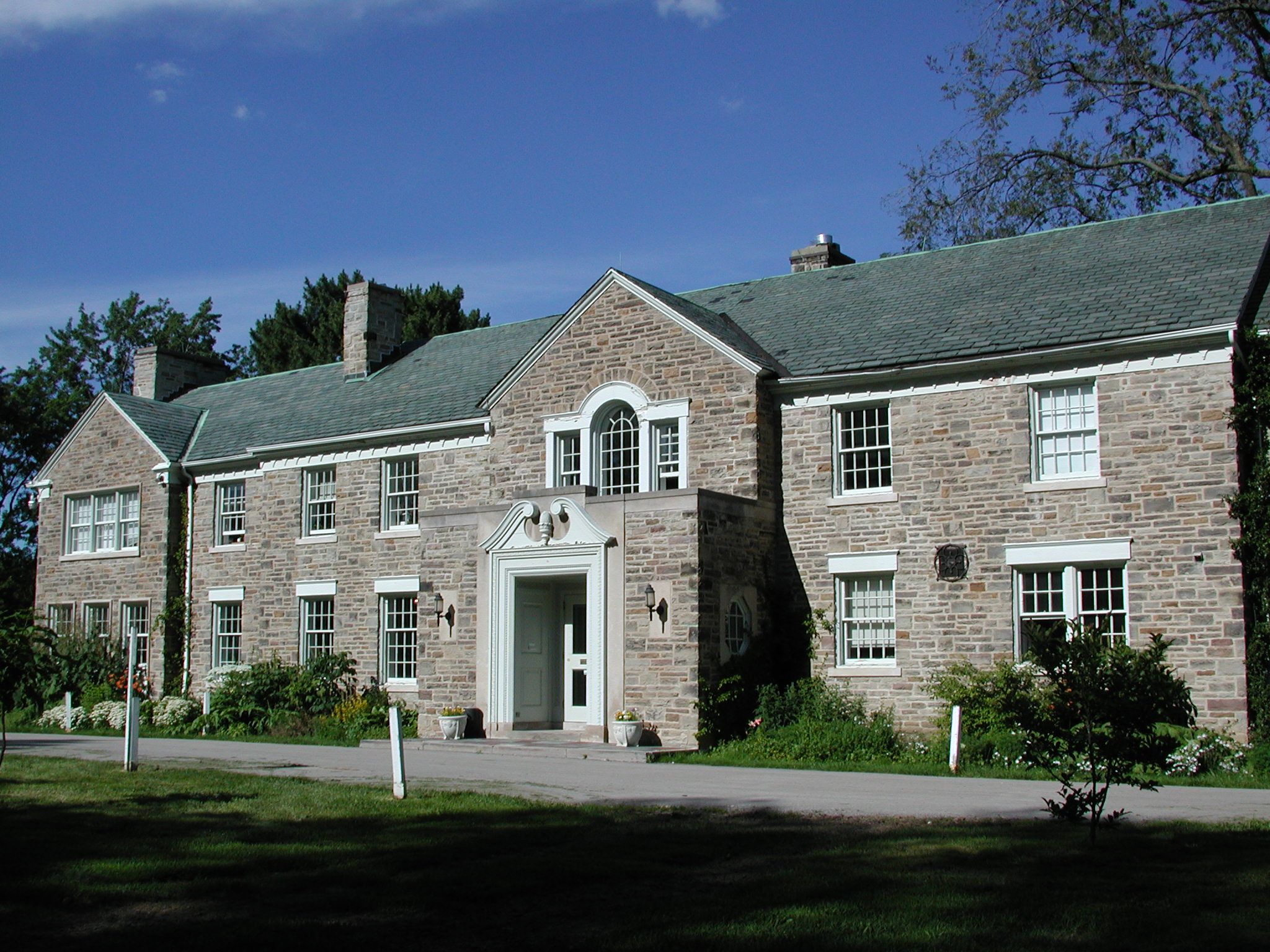
ウインドフィールズ邸宅（2000年）

テイラーが主に暮らしたウインドフィールズ邸宅（Windfields Estate）はトロント・ノースヨークのベイビュー通りにあった物件で、現在はカナディアン・フィルム・センターの敷地となっており、25エーカー（10ヘクタール）の敷地は遺産として残されている。カナダ王室がトロントを訪れたときにウィンドフィールズ邸に滞在することがあった。
1963年にテイラーは自身がバハマに設立したライフォードケイクラブに移住、1989年に88歳で亡くなるまで同地で過ごした。アメリカ大統領のジョン・F・ケネディもテイラーと顔見知りで、1962年12月にケネディとイギリス首相ハロルド・マクミランが会談した際には、ライフォードケイのテイラーの住宅に滞在していた。